# Astragalus imetensis
Astragalus imetensis är en ärtväxtart som beskrevs av Antonina Georgievna Borissova. Astragalus imetensis ingår i släktet vedlar, och familjen ärtväxter. Inga underarter finns listade i Catalogue of Life.